# HD 1302
HD1302 є хімічно пекулярною зорею спектрального класу
B8 й має видиму зоряну величину в
смузі V приблизно  9.5.
.